# Microsoft BackOffice Server
Microsoft BackOffice Server war ein von Microsoft erhältliches Programmpaket. Es enthielt neben dem jeweils aktuellen Serverbetriebssystem der Windows-NT-Reihe zahlreiche zusätzliche Programme, wie den Internet Information Server, Microsoft SQL Server, Systems Management Server und weitere.
Der erste BackOffice Server basierte auf Windows NT 3.5 und wurde 1994 veröffentlicht. Mit BackOffice Server 4.5 wurde erstmals eine Variante namens BackOffice Small Business Server eingeführt, der für kleine Unternehmen vorgesehen war, so waren etwa die Anzahl der Clientzugriffslizenzen beschränkt und bestimmte Software wurde nicht mitgeliefert.
Die letzte Version des BackOffice Servers war BackOffice Server 2000. Das Produkt wurde eingestellt, lediglich die Small Business Server-Variante wurde unter der Bezeichnung Windows Small Business Server weiter vertrieben.